# Adelheim

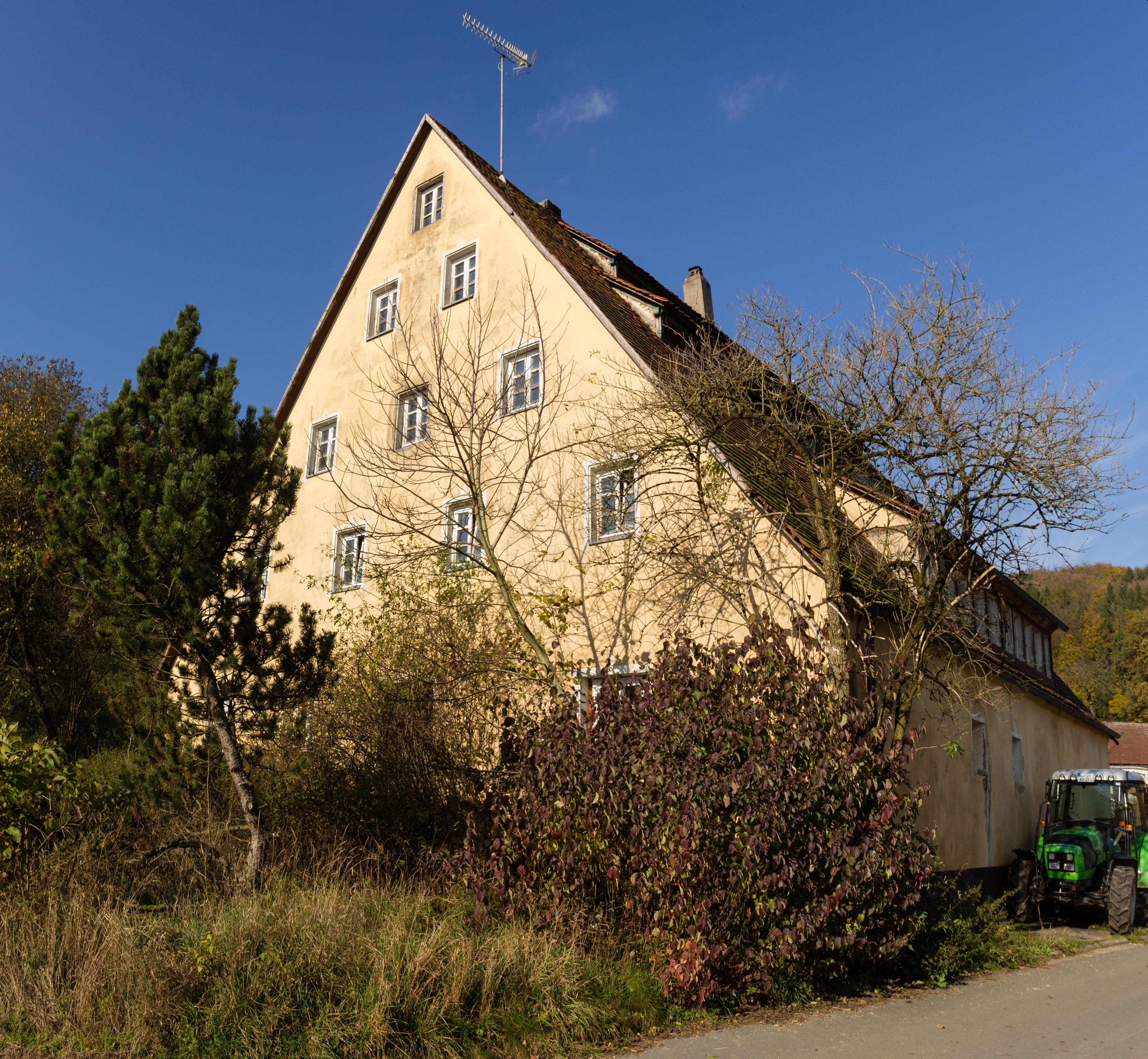
Hopfenbauernhaus in Adelheim

Adelheim ist ein Gemeindeteil der Stadt Altdorf bei Nürnberg im Landkreis Nürnberger Land (Mittelfranken, Bayern). Adelheim liegt in der Gemarkung Pühlheim.

## Geografische Lage
Der Weiler grenzt nördlich an Pühlheim und liegt im Raschbachtal. Eine Gemeindeverbindungsstraße führt dem Raschbach entlang nach Raschbach (1,1 km nördlich) bzw. nach Pühlheim (0,3 km südlich).

## Geschichte
Bis in das Jahr 1360 hieß der Weiler „Ottelhaim“. Als damals der Ort vom Burggrafen von Nürnberg zum Gebiet der Freien Reichsstadt übernommen wurde, hat man ihn in Adelheim umbenannt. Albrecht der Schöne aus dem Hause Hohenzollern und Burggraf zu Nürnberg hat das Pflegamt Altdorf unter anderem zusammen mit Adelheim von seinem Neffen Johann von Nassau gekauft. 1801 hatte der Ort zwei Bauernhöfe. Die Einwohneranzahl hat sich seit 1796 nur minimal geändert.
Mit dem Gemeindeedikt (frühes 19. Jahrhundert) wurde Adelheim dem Steuerdistrikt Oberrieden und der Ruralgemeinde Pühlheim zugewiesen. Im Zuge der Gebietsreform in Bayern wurde Adelheim am 1. Januar 1978 nach Altdorf eingegliedert.

### Baudenkmäler
- Haus Nr. 4: Hopfenbauernhaus

### Einwohnerentwicklung
| Jahr          | 1987 | 2013 | 2016 | 2020 |
| Einwohnerzahl | 24   | 31   | 36   | 38   |